# Life After Death
Life After Death este al doilea și ultimul album de studio al rapperului american The Notorious B.I.G., lansat pe 25 martie 1997 prin Bad Boy Records. Un dublu album, discul a fost lansat postum după moartea artistului la data de 9 martie 1997, fiind astfel ultimul său album de studio. Albumul a urmat materialului de debut Ready to Die (1994) și conține colaborări cu artiști precum 112, Jay-Z, Lil Kim, Mase, Bone Thugs-N-Harmony, Too Short, Carl Thomas, Run-DMC, Total, R. Kelly, The LOX, Kelly Price și Puff Daddy. 